# 1516
- Wikisource

| Calendário gregoriano                                                        | 1516 MDXVI                                            |
| Ab urbe condita                                                              | 2269                                                  |
| Calendário arménio                                                           | 965 – 966                                             |
| Calendário bahá'í                                                            | -328 – -327                                           |
| Calendário budista                                                           | 2060                                                  |
| Calendário chinês                                                            | 4212 – 4213 Início a 3 de fevereiro (aproximadamente) |
| Calendário copta                                                             | 1232 – 1233                                           |
| Calendário etíope                                                            | 1508 – 1509                                           |
| Calendários hindus - Vikram Samvat - Calendário nacional indiano - Cáli Iuga | 1571 – 1572 1437 – 1438 4616 – 4617                   |
| Calendário Holoceno                                                          | 11516                                                 |
| Calendário islâmico                                                          | 922 – 923                                             |
| Calendário judaico                                                           | 5276 – 5277                                           |
| Calendário persa                                                             | 894 – 895                                             |
| Calendário rúnico                                                            | 1766                                                  |
| Calendário solar tailandês                                                   | 2059                                                  |

1516 (MDXVI, na numeração romana) foi um ano bissexto do século XVI do Calendário Juliano, da Era de Cristo, e as suas letras dominicais foram  F e E (52 semanas), teve início a uma terça-feira e terminou a uma quarta-feira.
| Ano completo                          |
| ------------------------------------- |
| Ano bissexto com início à terça-feira |

## Eventos
- Fevereiro - Descoberta do Uruguai pelo navegador espanhol Juan Díaz de Solís.
- 20 de Fevereiro - Nomeação do corregedor Diogo Taveira numa alçada à ilha da Madeira.
- Março - Com a morte de Fernando II de Aragão, seu neto Carlos de Ghent se torna rei da Espanha como Carlos I.
- 23 de Abril - Promulgação da Reinheitsgebot, a Lei da Pureza da Cerveja alemã.
- 18 de Outubro - Sagração da Sé do Funchal com a celebração de ordens e crismas pelo bispo D. João Lobo.
- Ataque de piratas muçulmanos à ilha de Santa Maria, Açores.
- Foral de Óis da Ribeira.

## Literatura
- Thomas More - Utopia.
- Ludovico Ariosto - Orlando Furioso.

## Nascimentos
- 1 de Janeiro - Margarida Leijonhufvud, esposa do rei Gustavo I da Suécia (m. 1551).
- 18 de Fevereiro - Maria I, Rainha de Inglaterra, 1° rainha reinante do país.

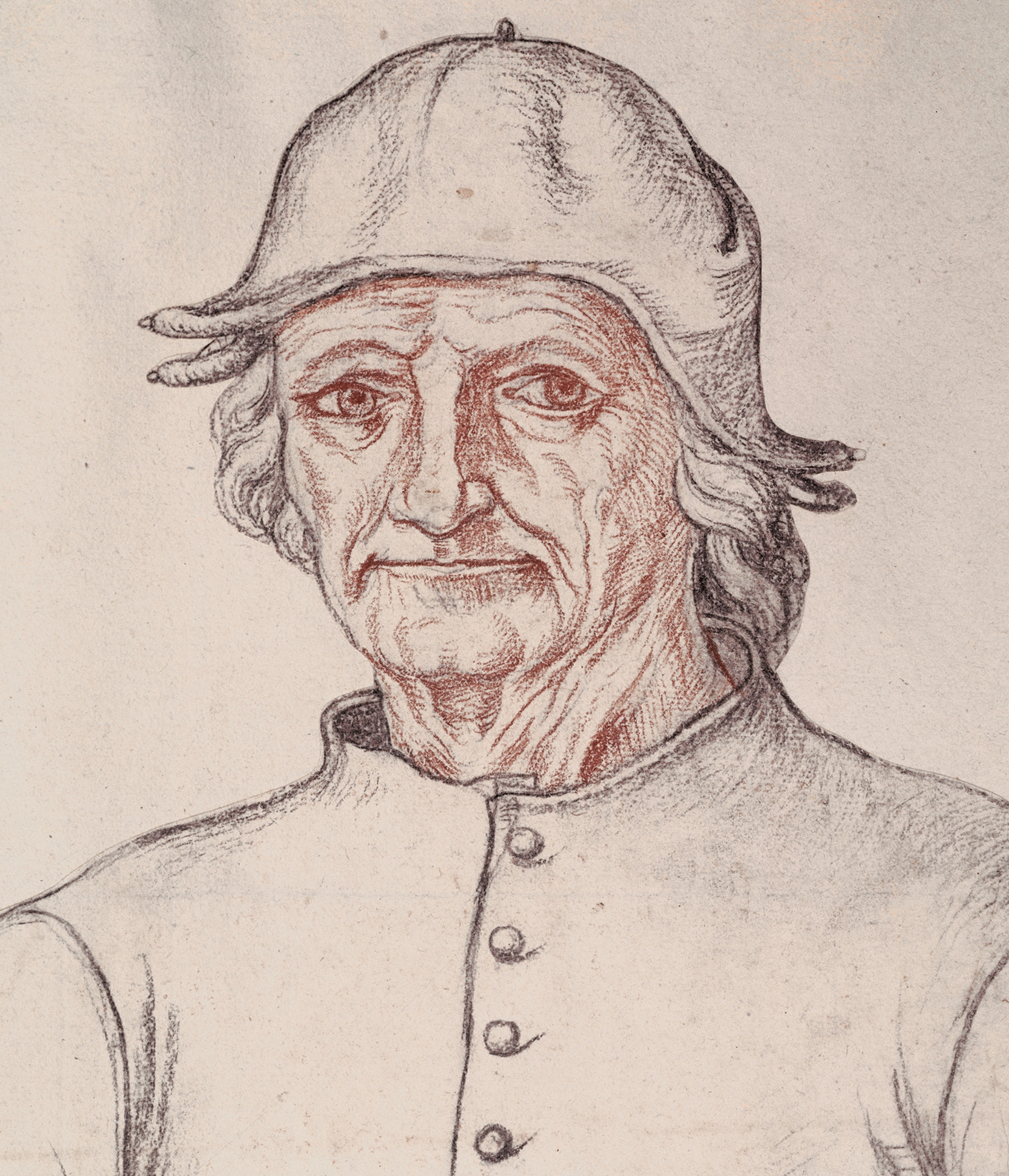
Retrato do pintor e gravador holandês Hieronymus Bosch.

- Manco Inca Yupanqui, rei inca.

## Mortes
- 23 de janeiro - Fernando II de Aragão (b. 1452).
- 9 de agosto - Hieronymus Bosch, pintor e gravador holandês (n. 1450).
- 13 de dezembro - Johannes Trithemius, acadêmico e criptógrafo.

## Por tema
- 1516 no Brasil